# Гонконг на летних Олимпийских играх 2000
Гонконг принимал участие в Летних Олимпийских играх 2000 года в Сиднее (Австралия) в двенадцатый раз за свою историю, но не завоевал ни одной медали. Сборную страны представляли 12 женщин. Это первое выступление Гонконга после передачи Гонконга Китаю.

## Состав Олимпийской сборной Гонконга

### Плавание
Спортсменов — 6
В следующий раунд на каждой дистанции проходили лучшие спортсмены по времени, независимо от места занятого в своём заплыве.
Мужчины
| Спортсмен                         | Соревнование        | Предварительные заплывы | Предварительные заплывы | Полуфиналы | Полуфиналы | Финал     | Финал     |
| Спортсмен                         | Соревнование        | Результат               | Место                   | Результат  | Место      | Результат | Место     |
| --------------------------------- | ------------------- | ----------------------- | ----------------------- | ---------- | ---------- | --------- | --------- |
| Марк Го Цзяньмин (Гвок Гиньминг)  | 200 м вольный стиль | 1:52,71                 | 26                      | Не прошёл  | Не прошёл  | Не прошёл | Не прошёл |
| Марк Го Цзяньмин (Гвок Гиньминг)  | 400 м вольный стиль | 3:58,94                 | 30                      |            |            | Не прошёл | Не прошёл |
| Мэттью Го Ханьмин (Гвок Хоньминг) | 100 м брасс         | 1:05,28                 | 50                      | Не прошёл  | Не прошёл  | Не прошёл | Не прошёл |
| Алекс Фан Лишэнь (Фонг Ликсань)   | 400 м комплекс      | 4:29,02                 | 34                      |            |            | Не прошёл | Не прошёл |

Женщины
| Спортсменка                          | Соревнование      | Предварительные заплывы | Предварительные заплывы | Полуфиналы | Полуфиналы | Финал     | Финал     |
| Спортсменка                          | Соревнование      | Результат               | Место                   | Результат  | Место      | Результат | Место     |
| ------------------------------------ | ----------------- | ----------------------- | ----------------------- | ---------- | ---------- | --------- | --------- |
| Флора Цзян Синьци (Гонг Янькхэй)     | 100 м баттерфляем | 1:04,09                 | 42                      | Не прошла  | Не прошла  | Не прошла | Не прошла |
| Шерри Цай Сяохуэй (Цай Хиуваи)       | 100 м на спине    | 1:05,28                 | 35                      | Не прошла  | Не прошла  | Не прошла | Не прошла |
| Кэролайн Чжао Шаньин (Цзиу Синьвинг) | 100 м брасс       | 1:15,87                 | 36                      | Не прошла  | Не прошла  | Не прошла | Не прошла |

### Прыжки в воду
Спортсменов — 1
В индивидуальных прыжках в предварительных раундах складывались результаты квалификации и полуфинальных прыжков. По их результатам в финал проходило 12 спортсменов. В финале они начинали с результатами полуфинальных прыжков.
Мужчины
| Спортсмен    | Соревнование | Квалификация | Квалификация | Полуфинал | Полуфинал | Всего     | Финал     | Финал     | Всего  | Место |
| Спортсмен    | Соревнование | Очков        | Место        | Очков     | Место     | Всего     | Очков     | Место     | Всего  | Место |
| ------------ | ------------ | ------------ | ------------ | --------- | --------- | --------- | --------- | --------- | ------ | ----- |
| Юй Юэ (Ю Ют) | трамплин     | 227,64       | 48           | Не прошёл | Не прошёл | Не прошёл | Не прошёл | Не прошёл | 227,64 | 48    |